# Negocjacje

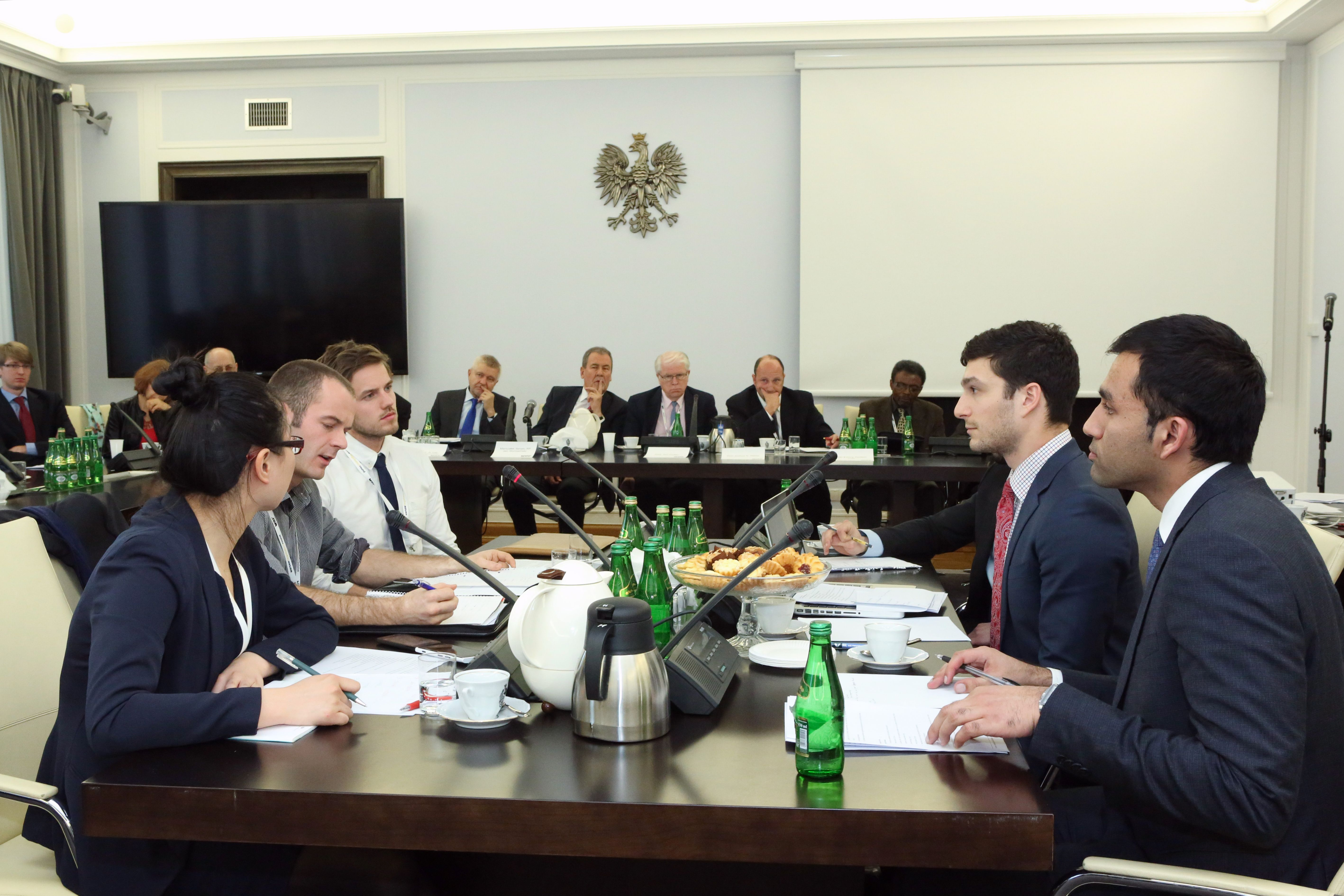
Studenci z Norwegii i Kanady podczas finału V Międzynarodowego Turnieju Negocjacyjnego – Warsaw Negotiation Round w Senacie (2014)

Negocjacje – dwustronny proces komunikowania się, którego celem jest osiągnięcie porozumienia, gdy przynajmniej jedna strona nie zgadza się z daną opinią lub z danym rozwiązaniem sytuacji. Negocjacje to sposób porozumienia się w celu rozwiązania konfliktu oraz dojścia do porozumienia obydwu stron, proces wzajemnego poszukiwania takiego rozwiązania, które satysfakcjonowałoby zaangażowane w konflikt strony.
Skuteczne negocjacje bazują na umiejętności rozpoznawania potrzeb adwersarzy, ich wzajemnym powiązaniu lub kompromisie pomiędzy nimi. Rzeczywiste potrzeby adwersarzy zwykle są ukryte i mogą znaczenie odbiegać od zgłaszanych interesów i celów, które są tylko pewnymi pomysłami na zaspokojenie tych potrzeb. Potrzeby ludzkie znacznie się różnią, dlatego żeby nie popełniać błędów w trakcie negocjacji, odczytując zachowania innych ludzi przez pryzmat swoich własnych potrzeb, warto nabyć umiejętność odczytywania różnych, nawet antagonistycznych potrzeb wynikających z charakteru i intelektu adwersarzy, gdyż to właśnie one najczęściej decydują o sukcesie w negocjacjach i potrafią odsunąć na bok nawet kwestie merytoryczne.

## Charakterystyka
Różne jest podejście do poszczególnych elementów procesu negocjacji. Na świecie istnieją w tej kwestii dwie szkoły. Przedstawiciele pierwszej uważają, że w procesie negocjacji najważniejsze jest przygotowanie się do rozmów. Przedstawiciele drugiej są zdania, że najważniejsze jest radzenie sobie z psychologią. Toczy się pomiędzy nimi spór o to, co w negocjacjach jest najważniejsze. Nurt harvardzki przekonuje, że przygotowanie odgrywa w tym procesie kluczową rolę. Zgodnie z nim, należy na nie poświęcić 80 proc. czasu negocjacji, a tylko 20 proc. na to, co dzieje się przy stole negocjacyjnym. Psychologowie z kolei twierdzą, że ważniejsza jest umiejętność radzenia sobie z emocjami, kładąc nacisk na percepcję i proces komunikowania się. Choć te dwa poziomy następują po sobie (najpierw przygotowanie, a później poradzenie sobie z partnerem podczas rozmów), powstaje pytanie, gdzie postawić akcent.
Według największych autorytetów z dziedziny negocjacji z Uniwersytetu Harvardzkiego, Rogera Fishera i Williama Ury, negocjacje oparte na zasadach powinny uwzględniać:
1. oddzielenie ludzi od problemu,
2. skupienie się na interesach, a nie na stanowiskach,
3. poszukiwanie możliwości w celu osiągnięcia korzyści dla obu stron,
4. nacisk na stosowanie obiektywnych kryteriów.

## Fazy negocjacji prowadzące do porozumienia
- Analiza i ocena sytuacji
  - zdefiniowanie problemu
  - zdefiniowanie korzyści i interesów obu stron
  - opracowanie możliwości
  - zbieranie informacji

- Planowanie
  - podjęcie decyzji odnośnie do planu działania
  - wybór priorytetów własnych interesów
  - opracowanie nowych możliwości i kryteriów
  - porozumienie stron

- Problemy przy negocjacjach:
  - różnica w postrzeganiu faktów
  - poczucie frustracji i złość
  - trudności w komunikowaniu się
  - brak aktywnego słuchania
  - angażowanie się w osobiste potyczki

## Różnice w negocjacjach – modele i wymiary kulturowe
Sposób prowadzenia negocjacji w różnych krajach może być diametralnie inny. Wynika to z różnic kulturowych odnoszących się do odmiennego sposobu podchodzenia przez ludzi do kwestii ujmowania statusu, okazywania emocji, sposobu postrzegania czasu czy prowadzenia biznesu. Według R.R. Gestelanda wyróżnić można cztery modele kulturowe:
- propartnerski – protransakcyjny
- ceremonialny – nieceremonialny
- monochroniczny – polichroniczny
- powściągliwy – ekspresyjny

| propartnerski | protransakcyjny |
| --- | --- |
| - nastawienie na dobre kontakty z ludźmi - pierwszy kontakt nawiązuje się zazwyczaj pośrednio (poprzez targi, na konferencjach czy biorąc udział w misjach handlowych) - unika się konfrontacji podczas dyskusji - prawnicy nie biorą udziału w głównej części negocjacji | - nastawienie na szybkie robienie interesów - kontakt często nawiązywany jest bezpośrednio - w przypadku nieporozumień polega się na spisanych kontraktach, a nie na stosunkach osobistych |
| ceremonialny | nieceremonialny |
| - za pomocą zachowań w typie ceremonii okazuje się szacunek drugiej stronie - do partnerów zwraca się zwykle po nazwisku poprzedzając je posiadanymi tytułami naukowymi lub zawodowymi - dla budowania pozytywnych, wzajemnych relacji spotkania twarzą w twarz są bardzo ważne - istotne kwestie umów lub ustaleń biznesowych rozstrzyga się osobiście - rytuały są liczne i rozbudowane | - zachowanie nieceremonialne nie jest postrzegane jak brak szacunku - często do partnerów mówi się po imieniu - dla budowania pozytywnych, wzajemnych relacji spotkania twarzą w twarz nie są aż tak ważne - istotne kwestie umów lub ustaleń biznesowych rozstrzyga się zwykle przy użyciu środków służących komunikacji typu e-mail, telefon - rytuałów jest mało i nie są one skomplikowane |
| polichroniczny | monochroniczny |
| - niepunktualności nie postrzega się jako braku szacunku - dobre stosunki między ludźmi są ważniejsze niż punktualność - działania opracowywane poprzez ogólne ustalenia - wszelkie harmonogramy traktuje się bardzo elastycznie - spotkania są często przerywane | - punktualność jest cnotą poprzez jaką ukazuje się szacunek - punktualność to podstawa - działania opracowywane są konkretne i metodyczne - harmonogramy i terminy traktuje się bardzo poważnie - spotkania są rzadko przerywane |
| powściągliwy | ekspresyjny |
| - ludzie mówią ciszej, rzadko sobie przerywają - dystans pomiędzy partnerami jest na długość wyciągniętej ręki - mało się gestykuluje - mimika jest ograniczona - nie patrzy się długo w oczy | - ludzie mówią głośno i często sobie przerywają - dystans pomiędzy partnerami wynosi około pół długości ręki, kontakt dotykowy jest częsty - dużo się gestykuluje - często patrzy się w oczy |

### Ceremonialność/nieceremonialność i polichroniczność/monochroniczność zachowań Polaków w biznesie

#### Wyniki Gestelanda
Według badań Richarda R. Gestelanda przeprowadzonych dla Polski w 1997–1998 roku, Polacy w kwestii ujmowania statusu zostali zaklasyfikowani do modelu kultury ceremonialnej, co przejawiało się m.in. przez:
- wagę przykładaną do posiadania i nawiązywania mocnych, wzajemnych i właściwych kontaktów;
- dość otwarty styl komunikacji, zbliżony do amerykańskiego niskiego kontekstu; nastawieniu na partnera i nawiązanie relacji towarzyszyła szczerość i bezpośredniość;
- ceremonialność i hierarchiczność;
- wagę osobistych kontaktów i statusu socjoekonomicznego (obecny był jednak także nurt nastawienia na realizację zadań);
- formalny styl ubioru, ceremoniały powitań i wymiany prezentów (alkoholu, słodyczy, kwiatów);

Te same badania zaklasyfikowały Polaków w kwestii ujmowania czasu w biznesie zostali do modelu kultury polichronicznej, co przejawiało się m.in.:
- częstymi opóźnieniami umówionych spotkań;
- trwaniem spotkań biznesowych dłużej niż zakładano;
- rozmowami przerywanymi przez osoby trzecie, telefony czy inne wydarzenia.

Nadmieniono jedynie, iż młodzi biznesmeni są już świadomi wagi znaczenia punktualności, harmonogramów oraz dotrzymywania terminów.

#### Wyniki Zamojskiej-Król
W kontraście do wyników Gestelanda stoją wyniki badań Malwiny Zamojskiej-Król z 2015 roku. Opisywały one zachowania Polaków według modelu kulturowego odnoszącego się do kwestii statusu i wprowadzonego przez badaczkę podziału na:
- środowisko biznesowe, jakie dotyczy relacji z osobami z firm, instytucji zewnętrznych, z jakimi prowadzi się m.in. wstępne rozmowy, negocjacje, czy świadczy usługi;
- środowisko zawodowe, jakie dotyczy relacji ze współpracownikami tej samej firmy, instytucji czy kręgu zawodowego, jaki znany jest jednostce;

Według wyników Zamojskiej-Król zachowania Polaków w środowisku biznesowym ujawniają postawę wobec statusu będącą mieszanką stylu zarówno modelu ceremonialnego, jak i nieceremonialnego, co przejawia się w takich praktykach jak:
- znaczny status społeczny lub zawodowy wzbudza respekt zależnie od konkretnej sytuacji, bądź osoby;
- różnice w statusie społecznym i zawodowym są cenione, ale też powodują skrępowanie;
- do partnerów biznesowych zazwyczaj wraca się poprzez użycie jedynie formy Pan/Pani lub Pan/Pani + imię, co ukazuje podejście skierowane na typ relacji oficjalnych, jednak z tendencją zmierzającą w stronę nieceremonialności;
- w czasie spotkań biznesowych zazwyczaj obowiązuje ustalona konwencja dotycząca stroju, z tym że dla panów oznacza to zakładanie niepełnego garnituru, z przewagą koloru ciemnego lub niepełnej garsonki w przypadku kobiet, także z lekką przewagą tonacji ciemnej;
- dla wzajemnych relacji spotkania twarzą w twarz z partnerami biznesowymi są znaczące, jednak istotne kwestie umów lub ustaleń biznesowych rozstrzyga się zwykle przy użyciu środków służących komunikacji typu e-mail, telefon;
- rytuały protokolarne służą uwidocznieniu respektu wobec kontrahentów, ale zachowania względem powitań bliższe są w swej naturze do modelu nieceremonialnego, gdyż odznaczają się przyjętą dla kraju konwencją uprzejmości, typu – powitanie słowne, skinienie głowy, uścisk dłoni  – partnerski, ujęty w formalnych praktykach, niż w rozbudowanych regułach powitań;

- inicjacja wymiany wizytówek występuje zarówno na początku spotkania, jednak częściej przy jego końcowej fazie, co ukazuje tendencję skierowaną mocniej na praktykę nieceremonialną, gdzie najpierw poznaje się daną osobę, sprawdza ukierunkowanie i wzajemne dopasowanie, a dopiero następnie przekazuje do siebie kontakt. Natomiast do charakterystycznych zachowań w trakcie wręczania wizytówki należy wręczanie jej prawą ręką, czy schowanie do wizytownika, częściej po zaznajomieniu się z nią;
- zwykle po podpisaniu umów/potwierdzeniu planów następuje wymiana lub wręczenie podarunków biznesowych ujętych jednak w różnego rodzaju akcesoriach biurowych, jakie otwiera się po otrzymaniu w obecności ofiarodawcy, co związane jest raczej z kulturą organizacyjną firm, w jakich zazwyczaj odgórnie jest przyjęte przyjmowanie prezentów do ustalonej wewnętrznie kwoty;

Zachowania Polaków w środowisku zawodowym w badaniu tym zaklasyfikowano także jako mieszankę modelu ceremonialnego i nieceremonialnego, co przejawiało się w takich praktykach jak:
- znaczny status społeczny lub zawodowy wzbudza respekt zależnie od konkretnej sytuacji, bądź osoby;
- różnice w statusie społecznym i zawodowym są cenione;
- do współpracowników zwraca się głównie poprzez użycie samego imienia, jedynie czasem przy oficjalnych spotkaniach lub względem osób na wyższych stanowiskach, czy dużo starszych zawraca się poprzez użycie nazwiska, poprzedzając je posiadanymi tytułami zawodowymi lub naukowymi;
- w pracy w zależności od stanowiska zwykle obowiązuje służbowy dress code;
- dla budowania wzajemnych relacji spotkania twarzą w twarz ze współpracownikami są bardzo ważne;
- rytuały protokolarne służą uwidocznieniu respektu wobec współpracowników, ale zachowania względem witania się bliższe są w swej naturze do modelu nieceremonialnego, gdyż odznaczają się przyjętą dla kraju regułą uprzejmości typu – powitanie słowne, zazwyczaj uścisk dłoni – partnerski (w stosunku do mężczyzn, wobec kobiet incydentalny), a rzadziej skinienie głowy;
- współpracownicy nie mają zwyczaju wymieniać się wizytówkami, a jeśli już to czynią, to podają je prawą ręką i częściej po zaznajomieniu się z nią umieszczają je w notesie/portfelu;

Według Zamojskiej-Król różnica wyników sugeruje, że od czasu badań Gestelanda praktyki społeczne ulegają stopniowej, ewolucyjnej zmianie w stronę nieceremonialności.
W obszarze postaw związanych z czasem, badaczka zaklasyfikowała zachowania Polaków w środowisku biznesowym jako bliższe dla modelu monochronicznego. Nastawienie to wobec wszystkich elementów nie jest wzorcowe w stosunku do modelu, jaki został opisany przez R. R. Gestelanda, jednak przejawia się w takich praktykach jak:
- punktualność uznawana jest za cnotę poprzez jaką ukazuje się szacunek, jednak dopuszcza się kilkuminutowe spóźnienia (przeważająco do 10 minut) jakich nie obiera się negatywnie;
- czas raczej uznawany jest za czynnik rozstrzygający, ustalony raz na zawsze i nie podlega zmianom;
- względem godzin pracy dominuje podejście, w jakim praca powinna odznaczać się formalnie określonymi godzinami, punktualnością i dominacją ustalonych koncepcji;
- zadania biznesowe realizowane są z nastawieniem na trzymanie się ustalonych terminów;
- poziom zorganizowania można opisać jako dość konkretny i metodyczny, jednak realizacja zadań odbywa się poprzez postawę scalającą i zależną od konkretnej sytuacji, gdzie czasem wykonuje się je na raz, a czasem jako jedno po drugim;
- spotkania z reguły nie są przerywane przez różne sytuacje, telefon, osoby trzecie, a jeśli się zdarzają to tylko wyjątkowych sytuacjach;
- zazwyczaj w ustalonych harmonogramach można coś zmienić, ale nie istotne sprawy;

To również świadczy, zdaniem Zamojskiej-Król, o zmianach jakie nastąpiły w ciągu ostatnich 15–17 lat.